# Saint-Augustin (Corrèze)
 Saint-Augustin  (en occitano Sent Agustin) es una comuna y población de Francia, en la región de Lemosín, departamento de Corrèze, en el distrito de Tulle y cantón de Corrèze.
Su población en el censo de 2008 era de 443 habitantes.
Está integrada en la Communauté de communes des Monédières .

## Demografía
| 550 | 636 | 536 | 527 | 448 | 405 | 443 |
| Para los censos de 1962 a 1999 la población legal corresponde a la población sin duplicidades (Fuente: INSEE [Consultar]) |     |     |     |     |     |     |